# Matei Cantacuzino
Matei Asan Cantacuzino (greacă Ματθαίος Ασάνης Καντακουζηνός, Matthaios Asanēs Kantakouzēnos, n. 1325, Mystras, Peloponez, Grecia de Vest și Insulele Ionice⁠(d), Grecia – d. 15 iunie 1383, Mystras, Peloponez, Grecia de Vest și Insulele Ionice⁠(d), Grecia) a fost împărat bizantin și despot de Moreea.
Matei, fiul lui Ioan Cantacuzino, primise în 1352 Adrianopolul ca apanaj. Un an mai târziu, tatăl l-a încoronat pe Matei și a început să-i menționeze numele în documente, în locul numelui lui Ioan al V-lea Paleologul, care se răsculase. După abdicarea mai vârstnicului Cantacuzino, Matei a reușit să țină piept, timp de trei ani, atacurilor Paleologului și ale aliaților acestuia: sârbii, bulgarii și turcii, pe care basileul înscăunat la Constantinopol îi trimitea împotriva basileului ce guverna la Adrianopol. În anul 1354, comandantul de oști sârb Vojihna a izbutit să-l împingă pe Matei în Rhodopi și să-l ia prizonier. Contrar celor așteptate, Ioan al V-lea s-a purtat binevoitor cu rivalul său, mulțumindu-se cu abdicarea acestuia. Peste câțiva ani, Matei a primit înapoi titlul de împărat. În 1380, Matei l-a înlocuit pe fratele său defunct, Manuel, primind despotatul Moreei. El emitea chrysobule în numele său și semna ca basileu al romeilor. Matei Cantacuzino a murit în 1383.